# Grotte Chauvet
Pour les articles homonymes, voir Chauvet.
La grotte Chauvet, grotte ornée du Pont d'Arc, grotte Chauvet-Pont d'Arc, est une grotte ornée datant du Paléolithique située sur le territoire de la commune de Vallon-Pont-d'Arc (sud de l'Ardèche, France). Découverte en 1994, elle a d'abord été nommée grotte ornée de la Combe d'Arc (du nom du lieu-dit où elle se trouve) mais porte aujourd'hui le nom d'un de ses inventeurs Jean-Marie Chauvet.
Elle fait partie d'un ensemble de grottes ornées attribuées au Paléolithique supérieur qui s'égrènent le long des gorges de l'Ardèche et parmi lesquelles figurent la grotte Chabot, la grotte du Figuier, la grotte des Deux-Ouvertures, la grotte aux points d'Aiguèze et la grotte de la Tête du Lion.
Le site comporte un millier de peintures et de gravures, dont 447 représentations d'animaux de quatorze espèces différentes,. Plusieurs datations directes par la méthode du carbone 14 sur les charbons de bois, de la datation uranium-thorium sur les planchers de calcite, de thermoluminescence de traces de feu sur les parois ou de la datation cosmogénique par le 36Cl au niveau du porche ont donné des résultats cohérents qui indiquent que la grotte a connu deux phases d'occupation, l'une à l'Aurignacien (37 000 à 33 500 ans avant le présent en âge calibré), l'autre au Gravettien (31 à 28 000 ans avant le présent en âge non calibré). Les peintures et les gravures, réalisées pendant la première phase, comptent parmi les plus anciennes au monde. La diversité et la maîtrise des techniques (gravure, préparation des parois par raclage, dessin digité ou au fusain souvent suivi d'une estompe en écrasant la couleur avec les doigts pour obtenir des nuances diverses, détourage des contours, utilisation de techniques mixtes,) dont elles témoignent ont profondément remis en cause l'idée d'un art préhistorique évoluant très lentement et de manière linéaire et ascendante.
La grotte est inscrite au patrimoine mondial de l'UNESCO depuis juin 2014,.

## Site

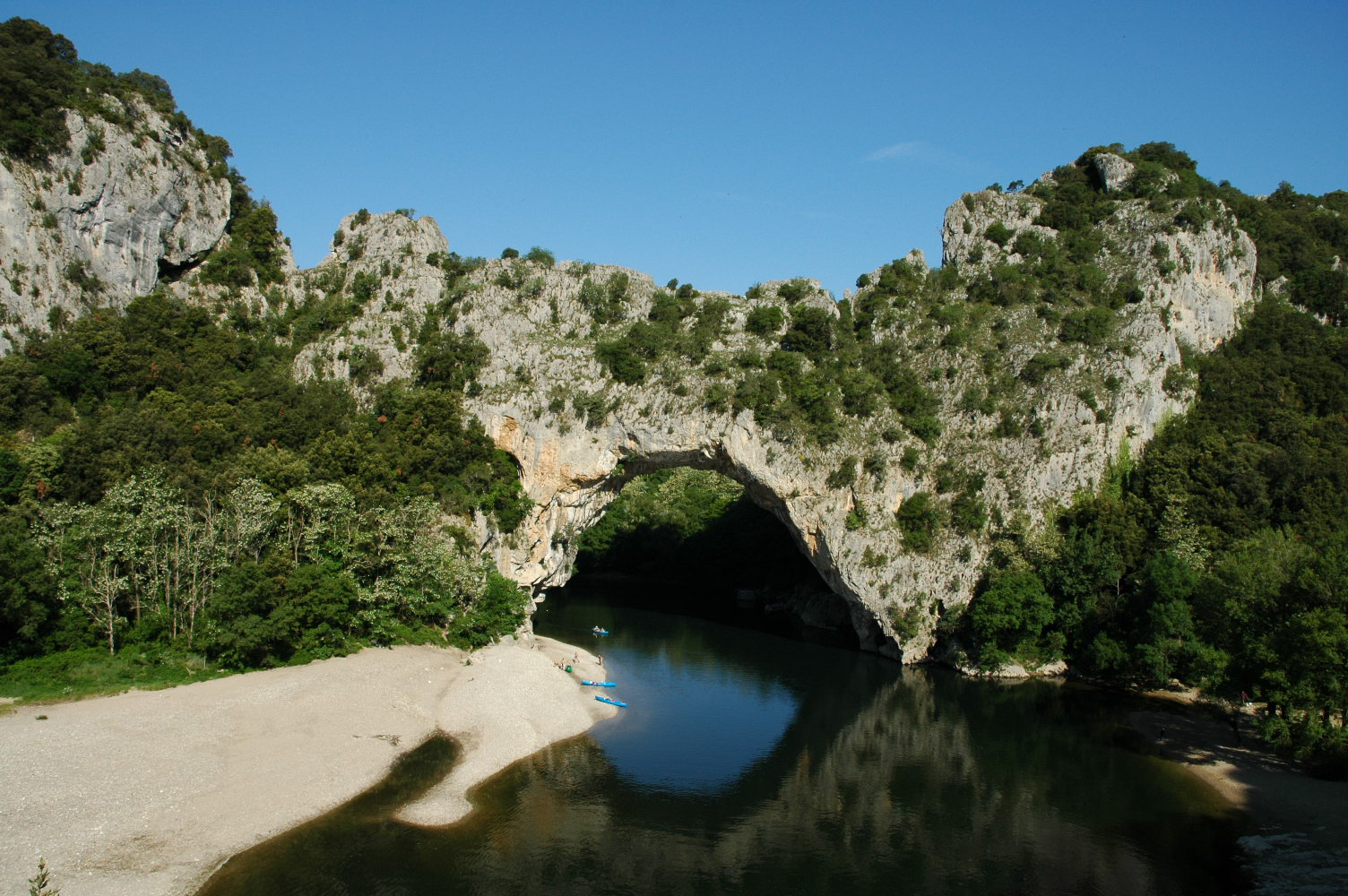
Vue aval du pont d'Arc.

La grotte Chauvet se trouve au lieu-dit la Combe d'Arc, appelé également le cirque d'Estre, à une altitude entre 185 et 198 m et est située 25 mètres sous terre sur le plateau calcaire. La paléo-Ardèche qui s'écoulait sur les plateaux calcaires aplanis (surface d'aplanissement post-oligocène) dessinait des méandres en raison de la faible pente générale. Au cours de l'encaissement de la rivière, ces méandres se sont inscrits dans le massif calcaire. L'action de l'érosion, favorisée par le matériel abrasif de la rivière, accentue la sinuosité des méandres et entraîne l'amincissement de certains pédoncules. La combe constitue l'ancien méandre de l'Ardèche abandonné après le recoupement souterrain dans le tunnel du pédoncule calcaire par la rivière, qui a donné naissance à l'arche naturelle du pont d'Arc.
L'entrée de la grotte a subi plusieurs effondrements depuis 29 000 ans avant d'être définitivement obstruée il y a au moins 21 500 ans, formant une masse rocheuse de 4 500 m3 au pied du rocher d'Abraham qui domine l'entrée préhistorique. Cet éboulis a permis la préservation de l’écosystème de la grotte.

## Historique

### Découverte

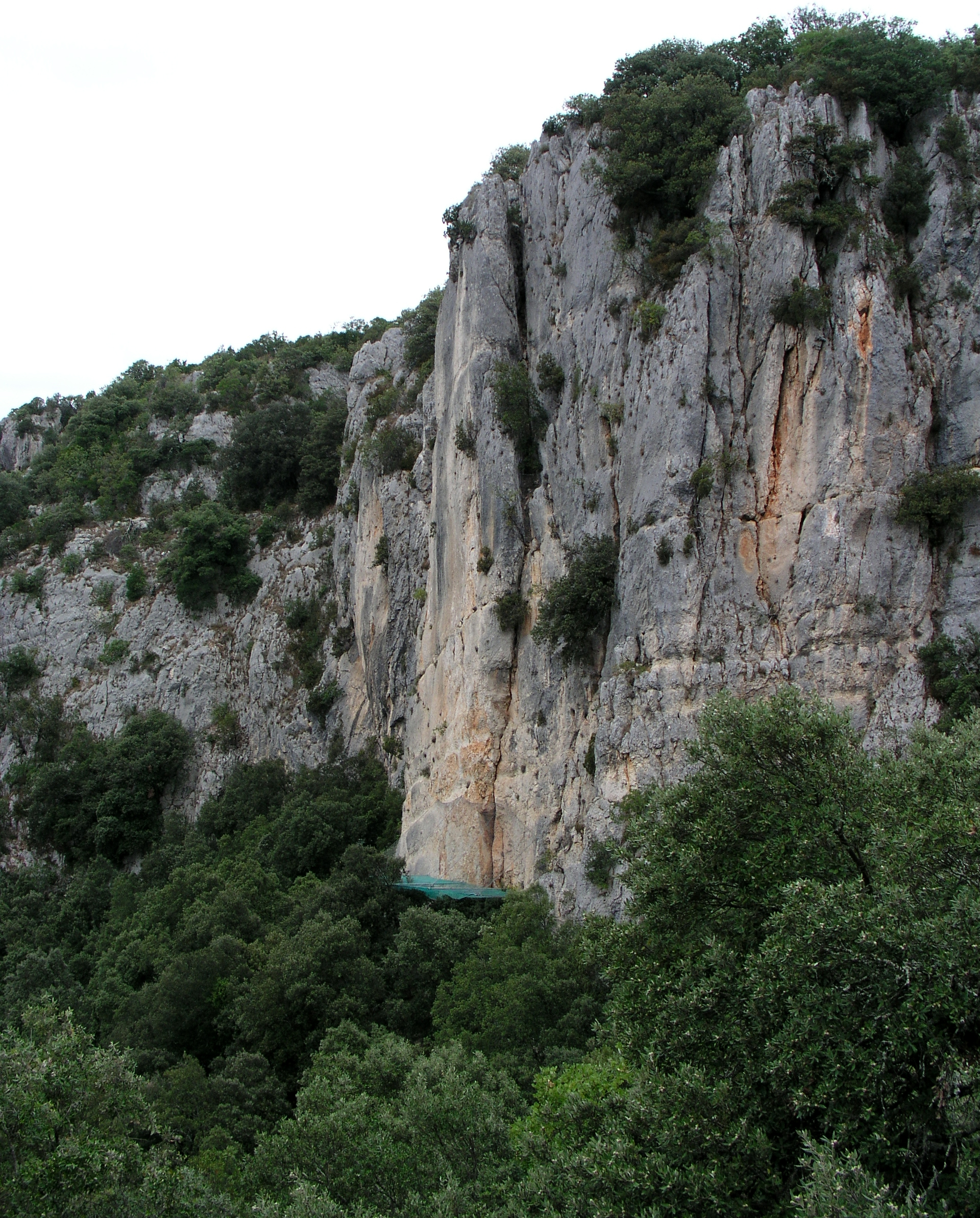
Le rocher d'Abraham qui domine l'entrée préhistorique de la grotte Chauvet.

La grotte est découverte, de manière inopinée, mais non fortuite, le 18 décembre 1994, par Jean-Marie Chauvet (agent contractuel au ministère de la Culture, chargé de la surveillance des grottes ornées de l'Ardèche depuis juillet 1994), Éliette Brunel (viticultrice) et Christian Hillaire (employé à EDF) dans le cadre de leurs activités spéléologiques privées. Vers 15 heures, après avoir emprunté un ancien chemin muletier qui, à mi-hauteur, débouche sur une vire à orbitolines, les spéléologues repèrent en hauteur d'une falaise au nord du cirque d'Estre une mince ouverture derrière une végétation dense, ils s’y faufilent, puis progressent dans un vestibule de plusieurs mètres de longueur et débouchent vers 15 h 45 sur un « trou souffleur » (courant d’air s’échappant de la paroi) qui leur suggère que la cavité communique avec une autre galerie ou un puits. Ils effectuent deux tirs d'explosifs à la chatière pour dégager l'entrée vers 18 h 30 qui ouvre sur un puits de 10 m. Brunel entrevoit alors un sol. Ils retournent à leur fourgonnette pour s'équiper d'une échelle qui leur permet de descendre le puits et découvrir vers 20 h dans la première galerie deux tracés digitaux. L'exploration des premières salles ornées les émerveille. Ils sortent de la grotte vers 23 h et en obstruent l'accès.
Bien qu'ils n'aient pas l'accord des propriétaires pour prospecter, les spéléologues revisitent la grotte le 24 décembre avec trois amis spéléologues, Daniel André, Michel Chabaud et Jean-Louis Payan. Ils y réalisent des relevés topographiques, 300 clichés photographiques ainsi qu'un film vidéo. Ce n'est que le 28 décembre que la direction régionale des Affaires culturelles (DRAC) à Lyon est mise au courant alors que Jean-Marie Chauvet, conformément à la loi du 27 septembre 1941, se devait d'informer immédiatement le maire de la commune de Vallon-Pont-d'Arc.
Le conservateur régional commande un rapport d'expertise sur une grotte ornée exceptionnelle de Vallon-Pont-d'Arc. Elle a lieu le 29 décembre 1994 sous la conduite des découvreurs, avec Jean Clottes, spécialiste de l'art paléolithique, Jean-Pierre Daugas, conservateur régional de l'Archéologie, et son collaborateur Bernard Gély, qui travaille depuis des années dans les grottes de la région. Le 2 janvier 1995, Jean Clottes remet son rapport d'expertise et préconise plusieurs mesures, notamment de ne pas ouvrir la grotte au public afin d'éviter les erreurs qui ont détérioré les peintures de Lascaux. Une première porte protégeant l'accès de la grotte est posée dès le 12 janvier. La découverte de la grotte est rendue publique le 18 janvier.

### Saga judiciaire
Une longue procédure judiciaire s'est engagée après la découverte.
Trois hauts fonctionnaires antidatent un document d'autorisation temporaire de prospection aux découvreurs dans le but de leur contester tous droits photographiques sur les peintures. Le tribunal correctionnel de Lyon prononce le 18 juillet 1999 une condamnation pour faux en écriture,. Un protocole d'accord, signé le 15 février 2000, attribue aux trois découvreurs trois millions de francs (soit 457 347 €), nomme à cette occasion Grotte Chauvet la grotte découverte par les trois inventeurs, tandis que l’État s’engage à veiller « à ce que les inventeurs soient convenablement associés à la valorisation du site et en particulier au futur espace de restitution. »
Les trois inventeurs déposent deux marques (« grotte Chauvet » et « grotte Chauvet-Pont d’Arc ») le 8 juin 1998, mais oublient de les renouveler, ce qui entraîne une nouvelle bataille judiciaire lorsque le syndicat mixte chargé de construire la réplique de la grotte dépose ces deux noms le 9 février 2009 et le 22 juillet 2012. Ce même syndicat, en juillet 2013, dépose le nom « espace de restitution de la grotte Chauvet » pour la réplique, mais le tribunal de grande instance de Paris juge le 5 juillet 2013 que le syndicat a déposé frauduleusement les marques, lui reprochant notamment de n’avoir pas averti les découvreurs de leur oubli du renouvellement du dépôt des marques.
Ce dépôt de marques et la bataille judiciaire entre les inventeurs et l'État explique que la grotte ardéchoise a hérité, lors de son classement sur la liste du patrimoine mondial de l’UNESCO, du nom de « grotte ornée du Pont d’Arc, dite grotte Chauvet-Pont-d’Arc ».
De même, de très nombreuses juridictions ont été sollicitées à la suite de la procédure d'expropriation engagée par l'État pour devenir propriétaire de la grotte. Le 13 octobre 1995, la grotte et les terrains alentour sont classés « monument historique ». Par un arrêté ministériel du 30 janvier 1995, déclarant l'utilité publique des fouilles et l'occupation temporaire des lieux, l'État devient donc propriétaire de la grotte aux dépens des résidents expropriés, mais il n'en a pas l'usage. Pour l'acquérir, il doit, en effet, dans un délai de cinq ans non renouvelable, s'acquitter d'une « juste et équitable indemnisation », mais l'évaluation financière de la grotte est très délicate. L'État leur accorde initialement une indemnité correspondant à la valeur d'un terrain non constructible, soit environ 25 centimes de franc le mètre carré et devient définitivement propriétaire le 14 février 1997. Les propriétaires contestent cette indemnité et en 2001, le Conseil d'État décide de les indemniser à la hauteur des richesses inestimables de la grotte. Un procès en appel, à Toulouse, débouche sur une décision plus favorable aux propriétaires, mais cette décision est annulée en cassation. La cour d'appel de Lyon, en mai 2007, condamne l'État à indemniser les familles à hauteur de 780 000 €. La saga juridique se poursuit le 24 octobre 2011 devant la Cour européenne des droits de l'homme qui estime que les expropriés ont obtenu une somme « en rapport avec la valeur des biens dont ils ont été dépossédés », à savoir 780 000 € à répartir entre les 14 propriétaires, usufruitiers ou héritiers de parcelles des terrains de surface,.
Enfin, après de longues négociations, le 26 janvier 2018 a vu entrer en vigueur un accord entre les inventeurs et l’État : le syndicat mixte de la Caverne du Pont-d'Arc, présidé par  Pascal Terrasse député de l’Ardèche et composé du département de l'Ardèche et de la région Auvergne-Rhône-Alpes, et du gestionnaire du site, s'engage à verser 50 000 € aux trois inventeurs, en contrepartie de la propriété intellectuelle des photos et des vidéos réalisées au moment de la découverte. Le syndicat pourra aussi utiliser librement le nom de Grotte Chauvet. Qui plus est, la société Kléber Rossillon, gestionnaire de la Grotte Chauvet 2 - Ardèche, ouverte en 2015 et qui propose une réplique détaillée à moins d'un kilomètre de la grotte originale, versera 1,7 % sur le prix de chaque billet d'entrée (fixé à 18,00 €).
En juillet 2023, la réplique de la grotte Chauvet a déjà attiré plus de trois millions de visiteurs depuis son ouverture en avril 2015.

### Inscription au patrimoine mondial de l'UNESCO
Parallèlement, les collectivités ont souhaité faire inscrire la cavité sur la liste du patrimoine mondial de l'UNESCO.
Un comité de soutien à cette candidature a été créé en juin 2010 à Vallon-Pont-d'Arc. Il réunissait 27 000 membres début janvier 2014. L'objectif était de réussir le défi « 36 000 ans - 36 000 signatures » avant l'été 2014. Le 24 janvier 2013, le gouvernement décide de présenter officiellement la caverne ornée de Vallon-Pont-d'Arc, pour une inscription à la liste du patrimoine mondial en juin 2014 lors du comité organisé au Qatar, après une phase d'expertise de 18 mois.
La démarche a finalement été couronnée de succès avec la décision prise à l'unanimité par la 38e session du Comité du patrimoine mondial qui s'est tenue à Doha (Qatar) le 22 juin 2014 : la grotte ornée du Pont-d’Arc, dite « grotte Chauvet », figure désormais sur la liste du patrimoine mondial de l’UNESCO,. Il s'agit du 39e site du patrimoine mondial en France.

### Un site préservé et consacré à la recherche

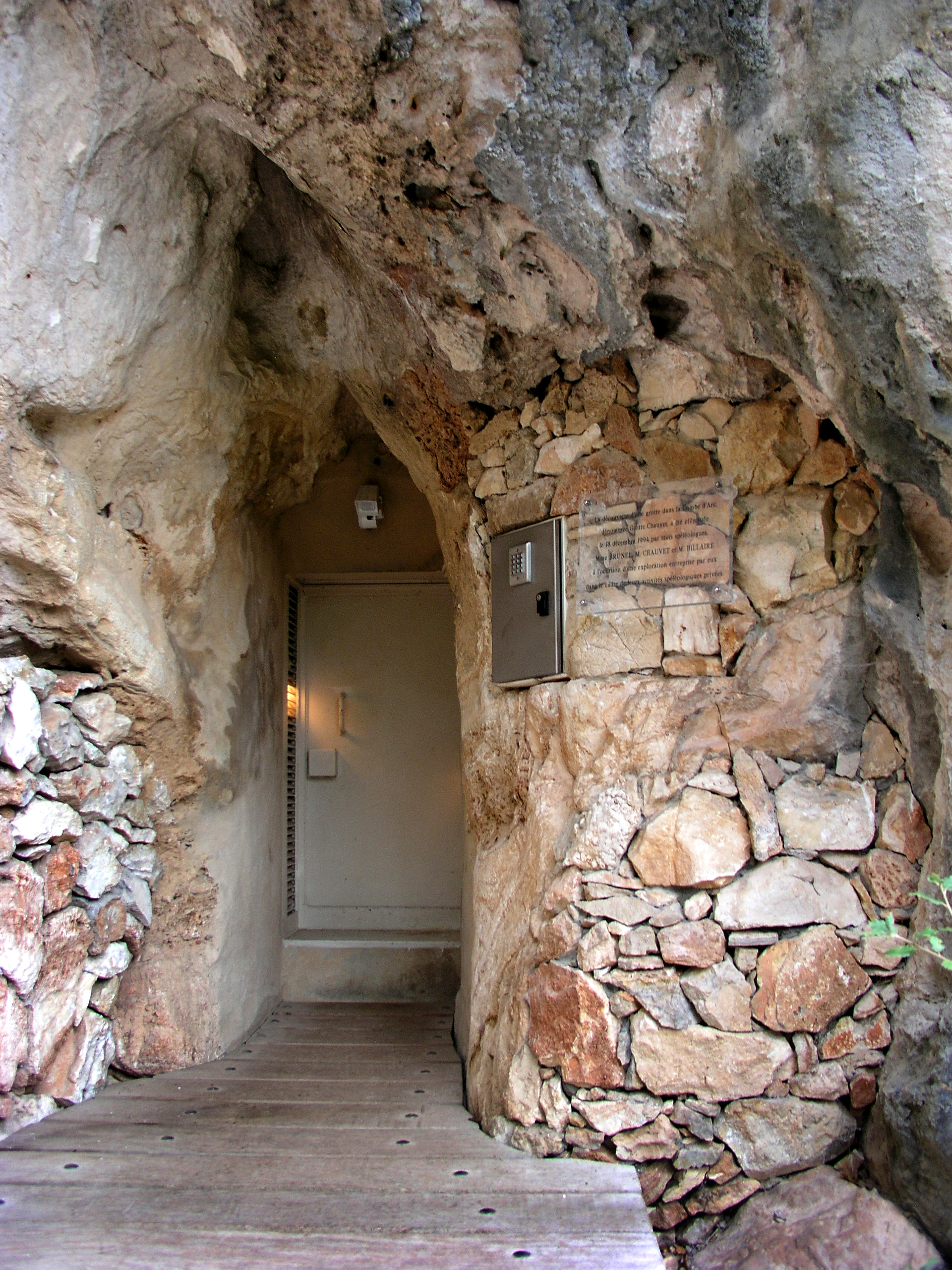
Entrée sécurisée de la grotte Chauvet.

Après des travaux d'aménagement (élargissement de l'entrée, aménagement d'une base logistique, mise en place d'un réseau de passerelles en inox totalement amovibles remplaçant les lais de plastique déposés par les inventeurs), une étude d'incidence est réalisée pendant trois ans par le laboratoire souterrain de Moulis et le laboratoire de recherche des monuments historiques du ministère de la Culture. Ces laboratoires instrumentent la grotte en 1997, et étudient son état sanitaire et climatologique pour déterminer les limites de fréquentation de la grotte au-delà desquelles la stabilité du milieu est menacée.
La grotte Chauvet du Pont-d’Arc ne sera jamais ouverte au grand public. Le nombre des visiteurs (découvreurs, proches, scientifiques, officiels, particuliers faisant une demande motivée) n'excède pas une centaine par an. L'accès se fait par une porte blindée hermétique anti-intrusion entourée d'ouïes qui permettent les échanges d'air, doublée de mesures de sûreté discrètes, le tout sous surveillance permanente (détecteurs de présence, caméras de surveillance). Après avoir signé un protocole de comportement, les visiteurs s'équipent dans le sas de sécurité d'un baudrier, d'une lampe frontale basse intensité et revêtent des combinaisons et des chaussures qui n'ont pas été au contact de l'extérieur, pour éviter les contaminations. Ils circulent sur les passerelles par groupes de cinq au maximum, encadrés par deux agents du service de la conservation du ministère de la Culture.
Depuis mai 1998, des missions de terrain multidisciplinaires ont lieu deux fois par an, avec une trentaine de chercheurs (paléontologues, archéozoologues, pariétalistes, géomorphologues sous la direction de Jean Clottes jusqu’en 2006, puis Jean-Michel Geneste) qui circulent également par groupes de cinq au maximum, leurs visites étant limitées à deux heures par jour.
La grotte constitue une référence pour la conservation et la gestion des grottes ornées,.

## Œuvres pariétales et pièces paléontologiques

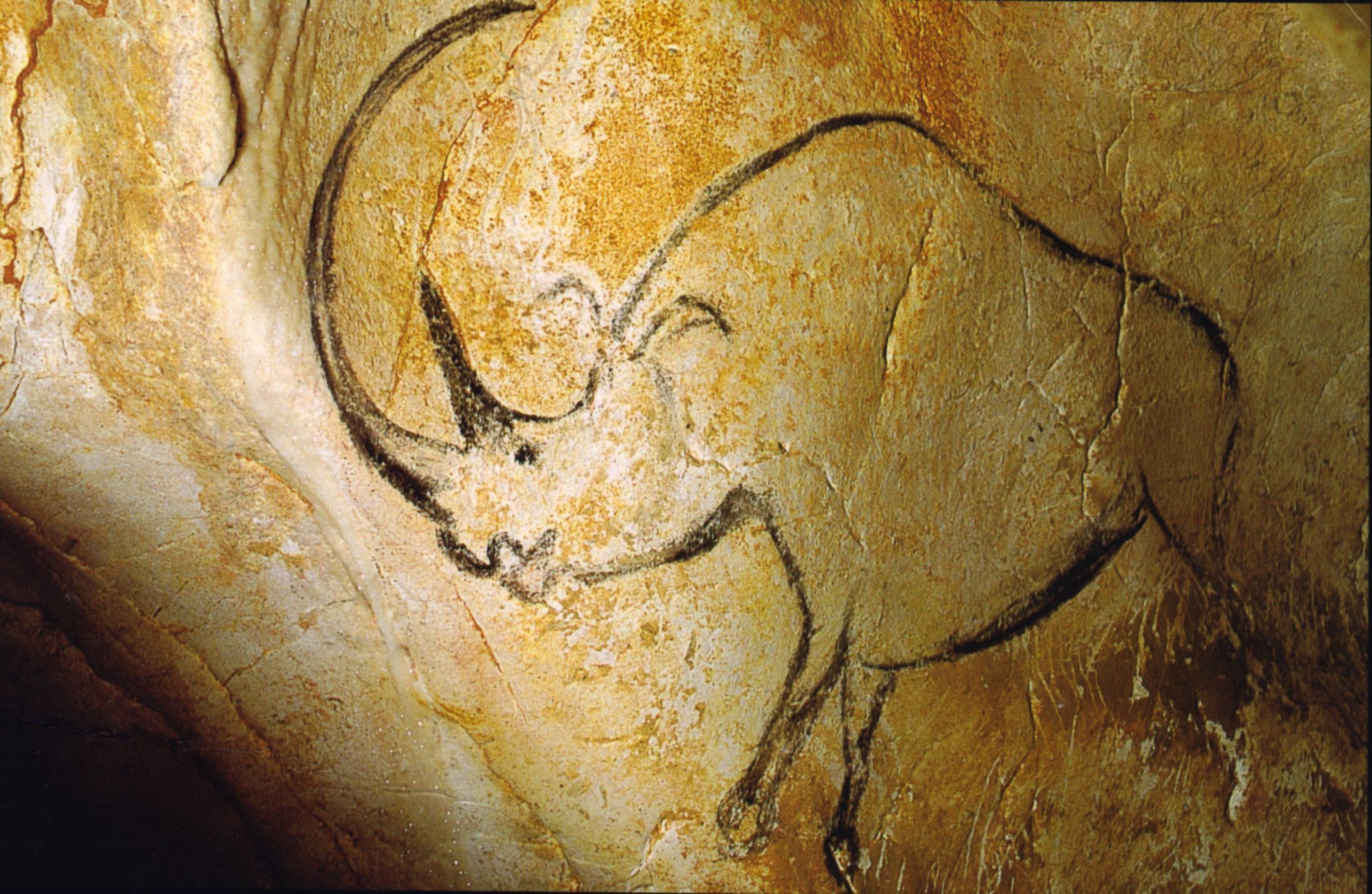
Rhinocéros à grande corne.

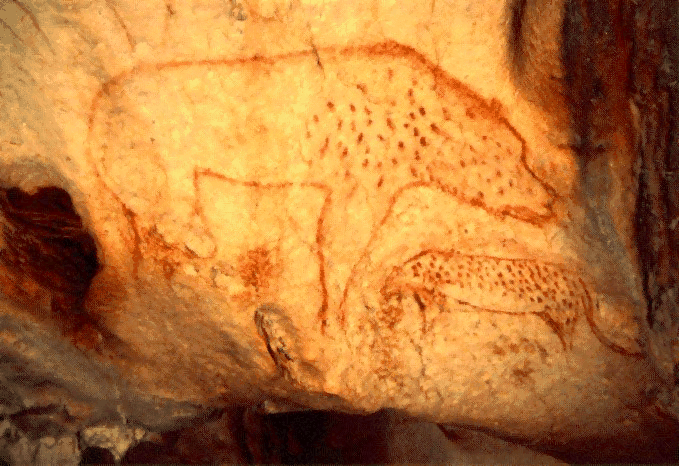
Ours (d’après le front) et panthère (d’après la queue) dans la galerie des mains.

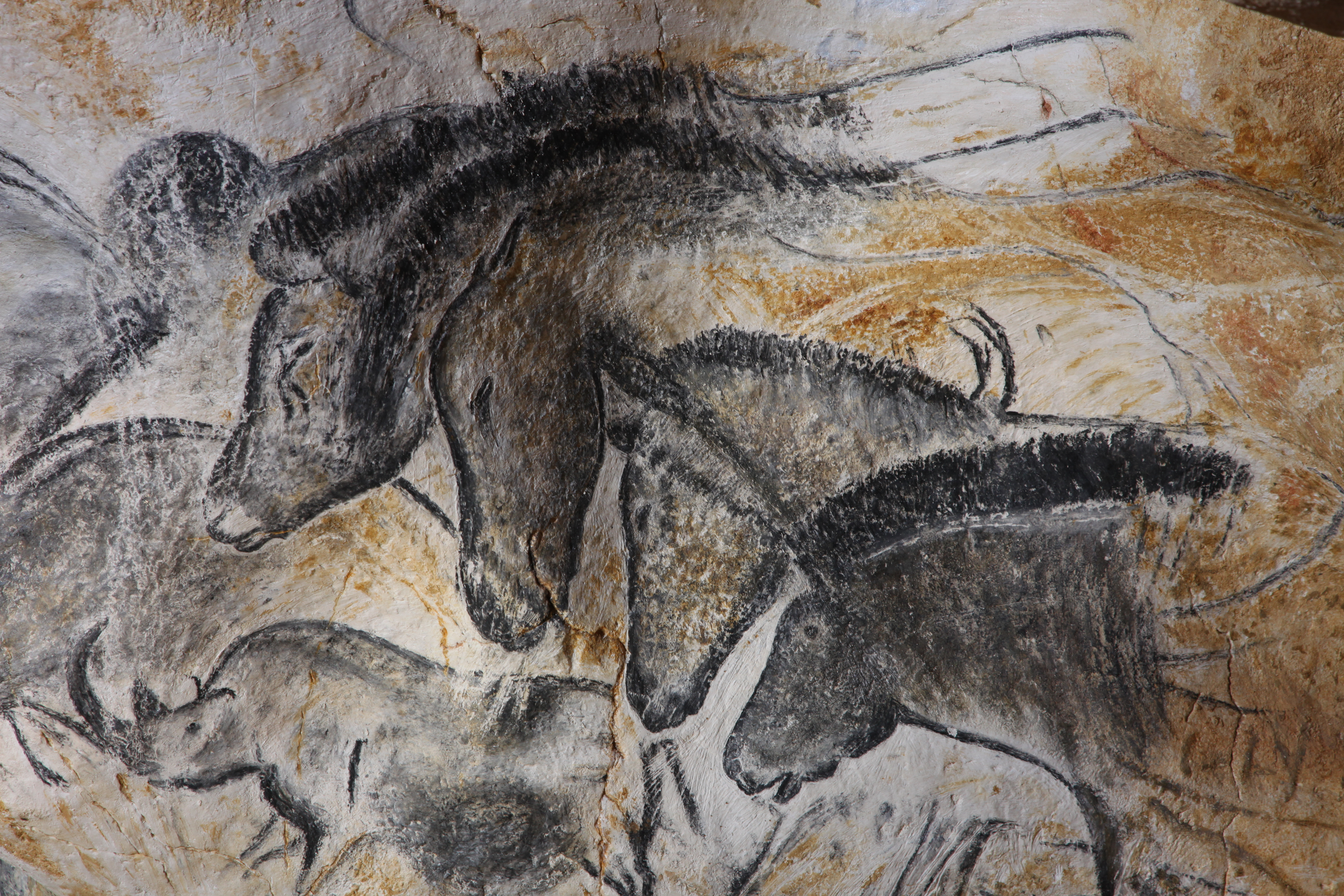
Chevaux, aurochs et rhinocéros.

Avec la grotte du Pech Merle (présentée au public en 1924), Lascaux (découverte en 1940), Cosquer (découverte en 1991) et Cussac (découverte en 2000), la grotte Chauvet est l'une des grottes françaises majeures par les qualités esthétiques et le nombre de ses œuvres.
Elle présente également un très grand intérêt scientifique, tant du point de vue paléontologique que de celui de l'art pariétal. Elle est l'une des plus anciennes grottes ornées au monde, datant de l'Aurignacien (environ 35 000 ans av. J.-C.). Les inventeurs et l'équipe qui, depuis la découverte, y mènent les recherches sous la direction des préhistoriens Jean-Michel Geneste et Jean Clottes, ont pris toutes les précautions nécessaires pour préserver non seulement les parois, mais aussi toutes les pièces paléontologiques (amas d'ossements, foyers, empreintes).
La paléo-entrée de la grotte a été reconstituée. La grotte a été délimitée en secteurs paléontologiques (environ 150 loci). « Ces secteurs renferment quelques ou, le plus souvent, plusieurs dizaines d’ossements (amas). Cette répartition résulte de l’action combinée et diachronique des ours (modifications de leurs habitats), de l’homme (manipulations d’ossements) et de l’eau (charriage). »
Sur les neuf salles, quatre grandes salles ornées s'y succèdent, avec une hauteur des plafonds qui varie entre quinze et trente mètres : les deux premières salles (Salle Brunel, Salle des Bauges) comportent des dessins tracés à l'ocre rouge et un concrétionnement à dominante blanche ; dans la troisième apparaissent d'abord les gravures, puis les figures noires, qui couvrent le fond de la grotte ; les salles du fond plus humides (Salle Hillaire et au-delà) ont des concrétions plus cuivrées (rouge et orange). Des galeries latérales et des vestibules sont également décorés.
Les peintures de l'entrée de la cavité sont dessinées avec des pigments minéraux d'ocre rouge, tandis que les peintures du fond de la grotte, plus humide, sont réalisées à l'aide de pigments charbonneux.
Les œuvres de l'époque aurignacienne témoignent de la maîtrise de techniques très diversifiées (préparation des parois, gravures, tracés digitaux et palmaires (mains positives et négatives), peintures, estompes, recherche de la perspective, etc.). Les thèmes abordés sont essentiellement animaliers, comme c'est généralement le cas dans l'art paléolithique. Sur les 447 représentations d'animaux, dont 355 identifiables avec certitude, les plus fréquentes sont celles des félins (21 % des représentations certaines, appartenant tous à la sous-famille des panthérinés), des mammouths (19 %) et des rhinocéros laineux (19 %). Viennent ensuite les dessins zoomorphes des chevaux (14 %), des bisons (9 %), des bouquetins (5 %), des ours (5 %), des rennes (4 %), des aurochs (3 %) et des megaloceros (1 %). Toutefois, les animaux dits dangereux (espèces redoutables non chassées) sont ici exceptionnellement fréquents (les félins, rhinocéros, mammouths dépassent 66 % du répertoire des animaux déterminés) au détriment des animaux plus ordinaires tels que cheval et bison, davantage représentés dans les grottes aux dessins et peintures solutréens et magdaléniens.

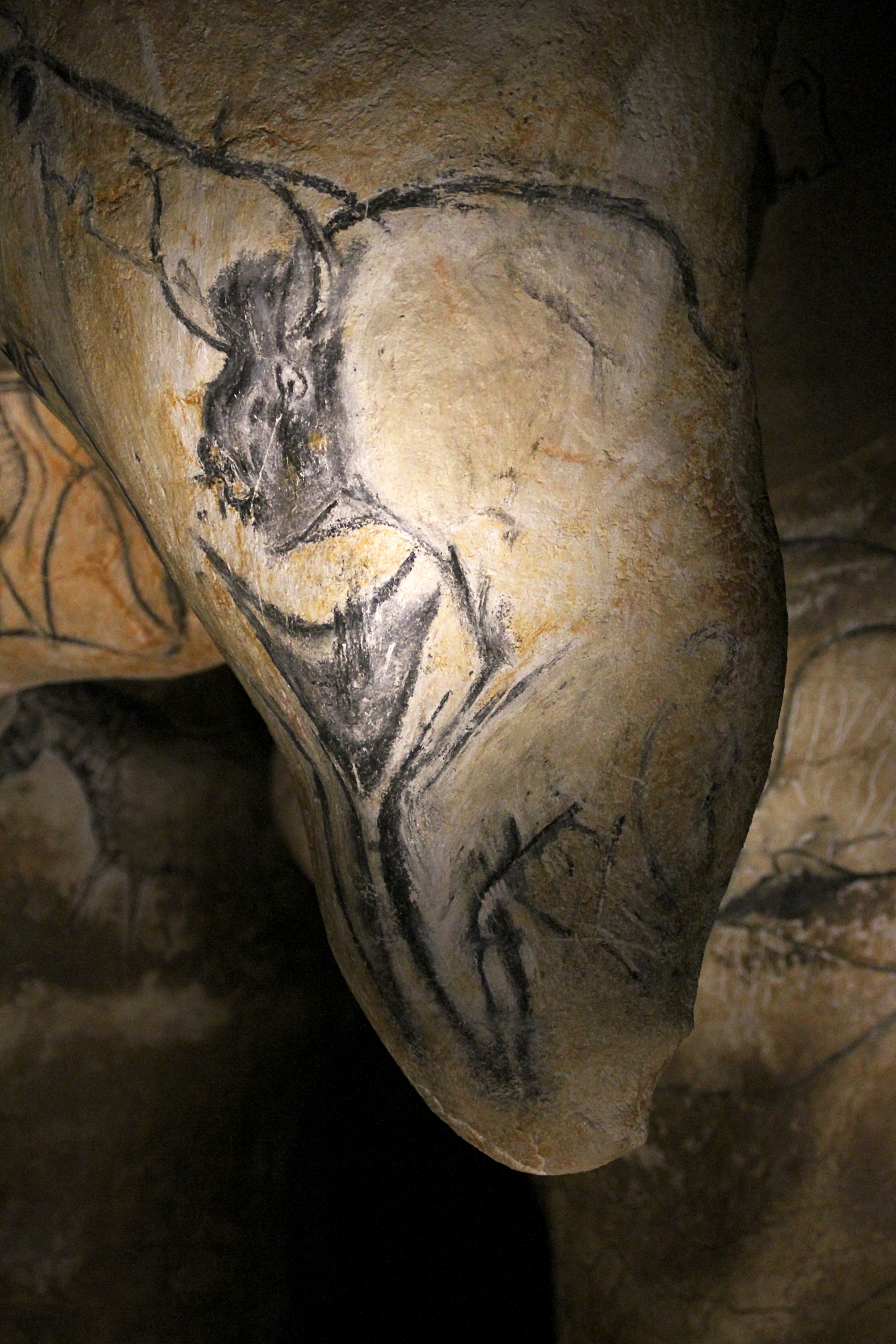
La Vénus de la Grotte Chauvet dont le triangle pubien touffu et les deux cuisses fuselées sont dessinés au charbon sur un pendant calcaire d'aspect phallique.

Mis en scène, un crâne d'ours trône sur un bloc rocheux, entouré par d'autres à terre. Sur un pendant rocheux de la Salle du Fond, est représenté un couple mi-humain mi-animal (c'est la seule représentation anthropomorphe de la grotte) : l'homme à droite a la jambe et un bras humains, mais une tête de bison qui évoque les sorciers portant des masques ou des déguisements, à la manière des chamanes sibériens ; la femme, à gauche, est une Vénus représentée dans sa moitié inférieure essentiellement par un sexe. Cette composition complexe femme/homme-bison est surnommée le Sorcier et la Vénus depuis sa découverte, et révèle peut-être l'évocation d'une sorte de mythe. Très souvent, d'ailleurs, on trouve la représentation de couples d'animaux. Sur le panneau des lions, tout près du couple cité, on découvre un couple de lions en caresses, un autre cheminant ensemble, et la joute amoureuse de deux rhinocéros. Les artistes ont gravé une scène de chasse figurant deux lions et un bison. L'un des félins, la tête posée sur celle du bison, y semble en pleine prédation. Une autre technique graphique utilisée est la superposition d'images similaires, générant l'illusion du mouvement de l'animal.
Les parois sont ornées de signes et symboles : ponctuations, croix, hachures, tracés digitaux (que les archéologues ont appelé des « spaghettis »), nombreuses mains en positif et négatif. Les cinq triangles pubiens occupent une position privilégiée, peut-être structurante, dans la construction des dispositifs pariétaux. Ils apportent des indices forts de véritables constructions thématiques, étroitement associées à la topographie de la grotte.
Le site « archeologie.culture.fr » permet par une visite virtuelle de parcourir salles et galeries pour découvrir les spéléothèmes et les principales œuvres pariétales : l’accès à la grotte se fait par la voûte de la salle Brunel où débouche la chatière de la découverte. Une partie du sol est couverte de chaos d’énormes blocs issus d’effondrements du plafond et de basculements de massifs stalagmitiques. Les peintures de ce secteur rarement figuratives sont essentiellement exécutées à l’ocre rouge (points-paumes, signes complexes). La loge du Cervidé rouge (daim ou megaloceros ?) est le passage obligé pour accéder au diverticule des Ours et des Bouquetins. L'exploration se poursuit par la salle Brunel (panneau de félin noir, de la main positive, panneau des dominos, des chevaux jaunes, grand panneau de points-paumes), la salle des Bauges (panneau de la Panthère et du Rhinocéros abrégé), la galerie du Cactus (panneau de l'ours rouge, panneau du mammouth et des félins noirs), la salle du Crâne (pendant aux Rennes, crâne du bloc) et la salle du Fond (panneau du renne dansant, des rhinocéros, des trois lions, alcôve du cheval, grand panneau des lions, panneau du rhinocéros crachant, pendant de la Vénus, sacristie et galerie du belvédère).
Selon une étude publiée dans Nature News le 15 janvier 2016 une peinture, recouverte ultérieurement par le dessin d'un mégacéros, pourrait représenter un volcan du Bas-Vivarais alors en activité. Ce serait ainsi la plus ancienne représentation connue d'une éruption volcanique.
Les squelettes montrent une grande diversité faunique du point de vue taxonomique qui semble correspondre à des fréquentations diachroniques (Pléistocène supérieur et Holocène) et différenciées (volontaires comme les carnivores ou involontaires comme les oiseaux et les ongulés qui pourraient être des proies). Les paléontologues ont identifié « au moins neuf espèces de carnivores (Ursus spelaeus, Ursus arctos, Panthera pardus, Felis silvestris, Canis lupus, Vulpes vulpes, Martes martes, Martes foina, Crocuta crocuta spelaea), cinq d’ongulés (Bos ou Bison, Capra ibex, Capreolus capreolus, Cervus elaphus, Equus caballus), trois de rongeurs (Apodemus sylvaticus, Eliomys quercinus, Microtus nivalis), un chiroptère (Myotis myotis et quelques os d’un Chiroptère indéterminé), cinq espèces d’oiseaux (Aquila chrysaetos, Pyrrhocorax graculus, Cinclus cinclus, turdidae sp. et un passériforme indéterminé) et un reptile (couleuvre ?) ». Aucun ossement fossile d'espèces relativement abondantes dans le bestiaire pariétal (Panthera spelaea, Megaloceros giganteus) n'a été découvert.
La grotte comporte également des empreintes animales (ours, canidé, bouquetins) dont l'étude paléoichnologique permet notamment d'établir des relations prédateurs-proies. Fait rare, une piste d’empreintes de pieds humains correspond à celles d'un enfant d'environ huit ans, mesurant 1,30 m. Le faible rapport longueur (21,4 cm) sur largeur (9,2 cm) du pied évoque plutôt un individu du sexe masculin.
De nombreux vestiges archéologiques ont été mis au jour : ossements, silex débités, traces charbonneuses (impacts de torches et autres), structures de combustion (foyers), meules, charbons de bois.

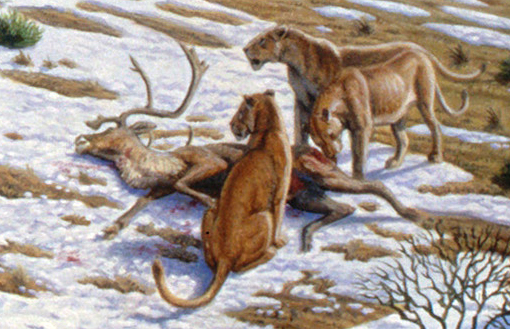
Lion des cavernes (Panthera spelaea).
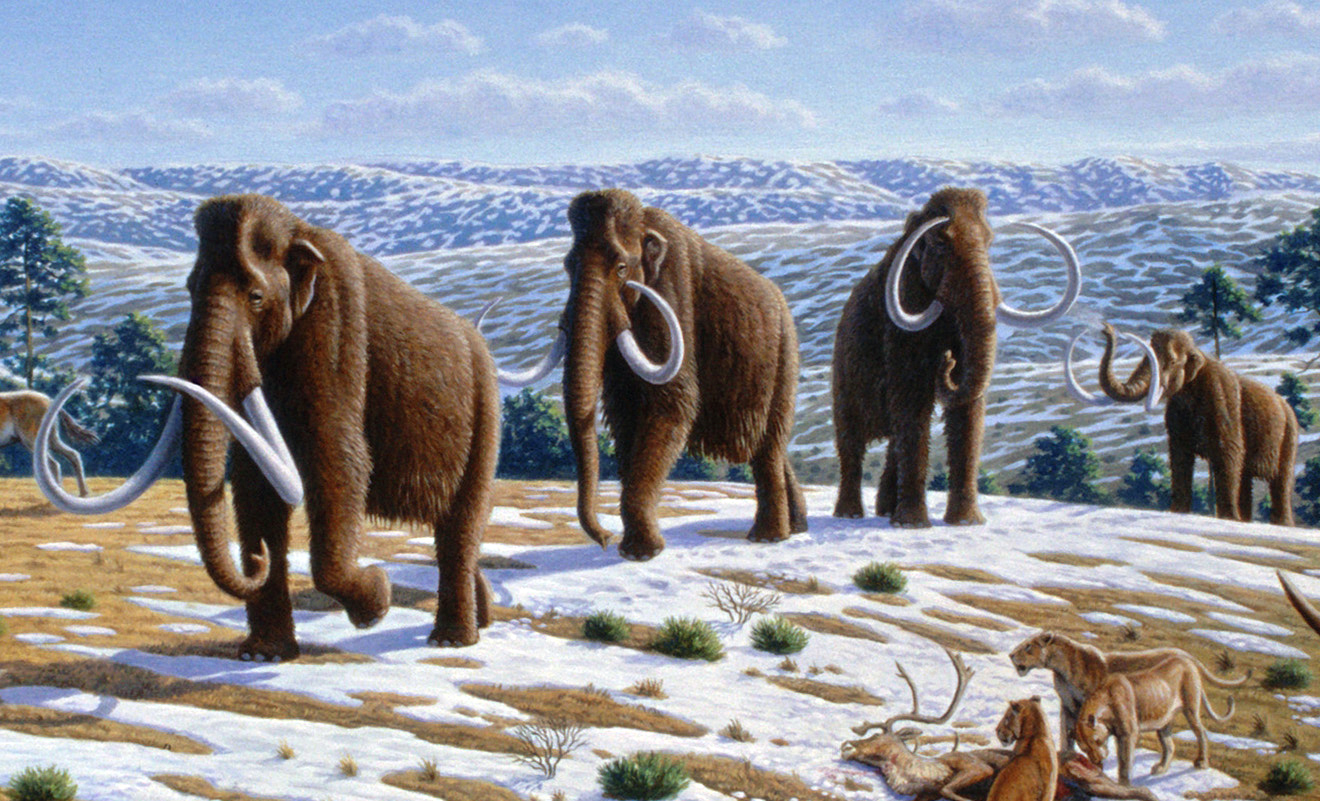
Mammouth laineux (Mammuthus primigenius).
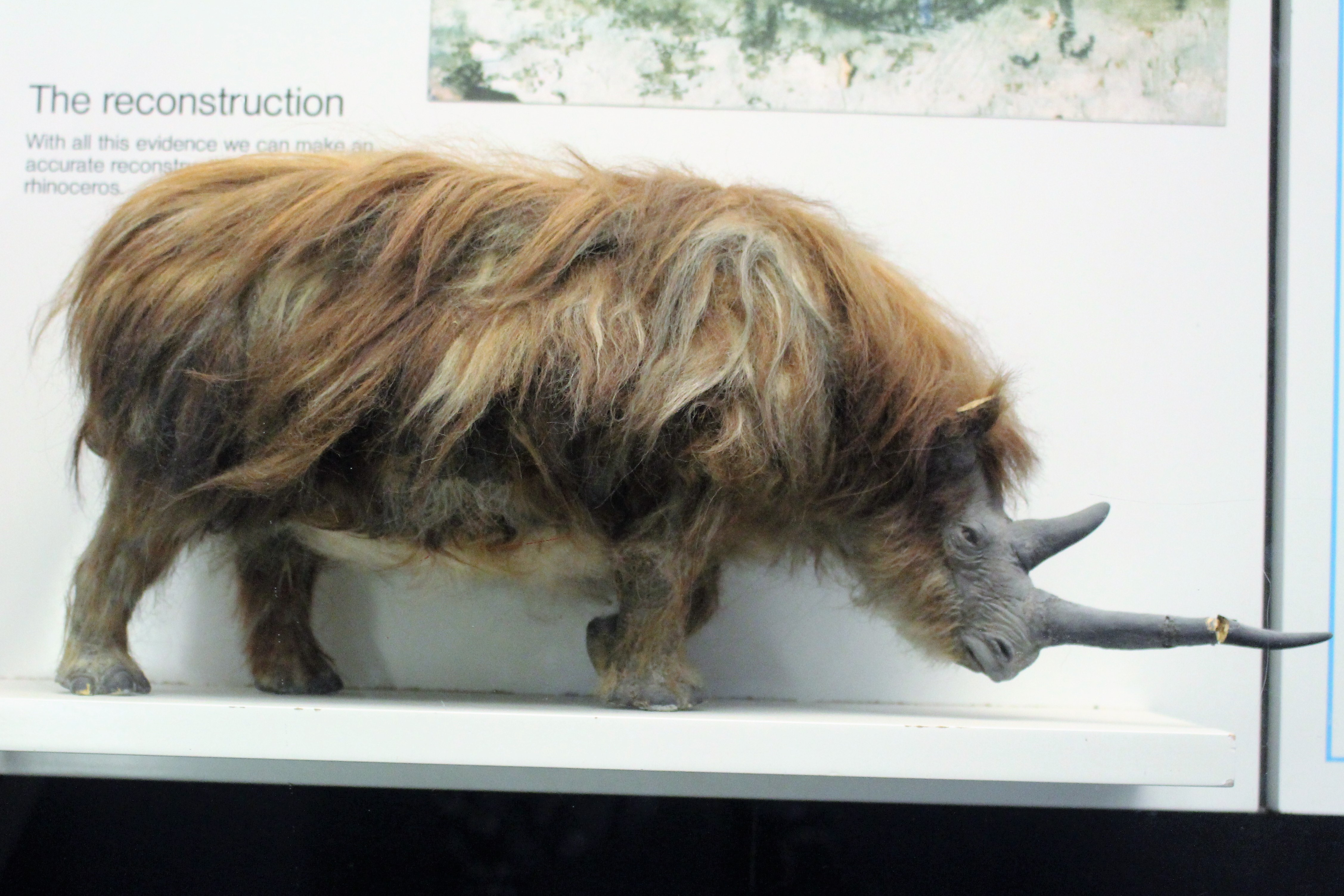
Rhinocéros laineux (Coelodonta antiquitatis).
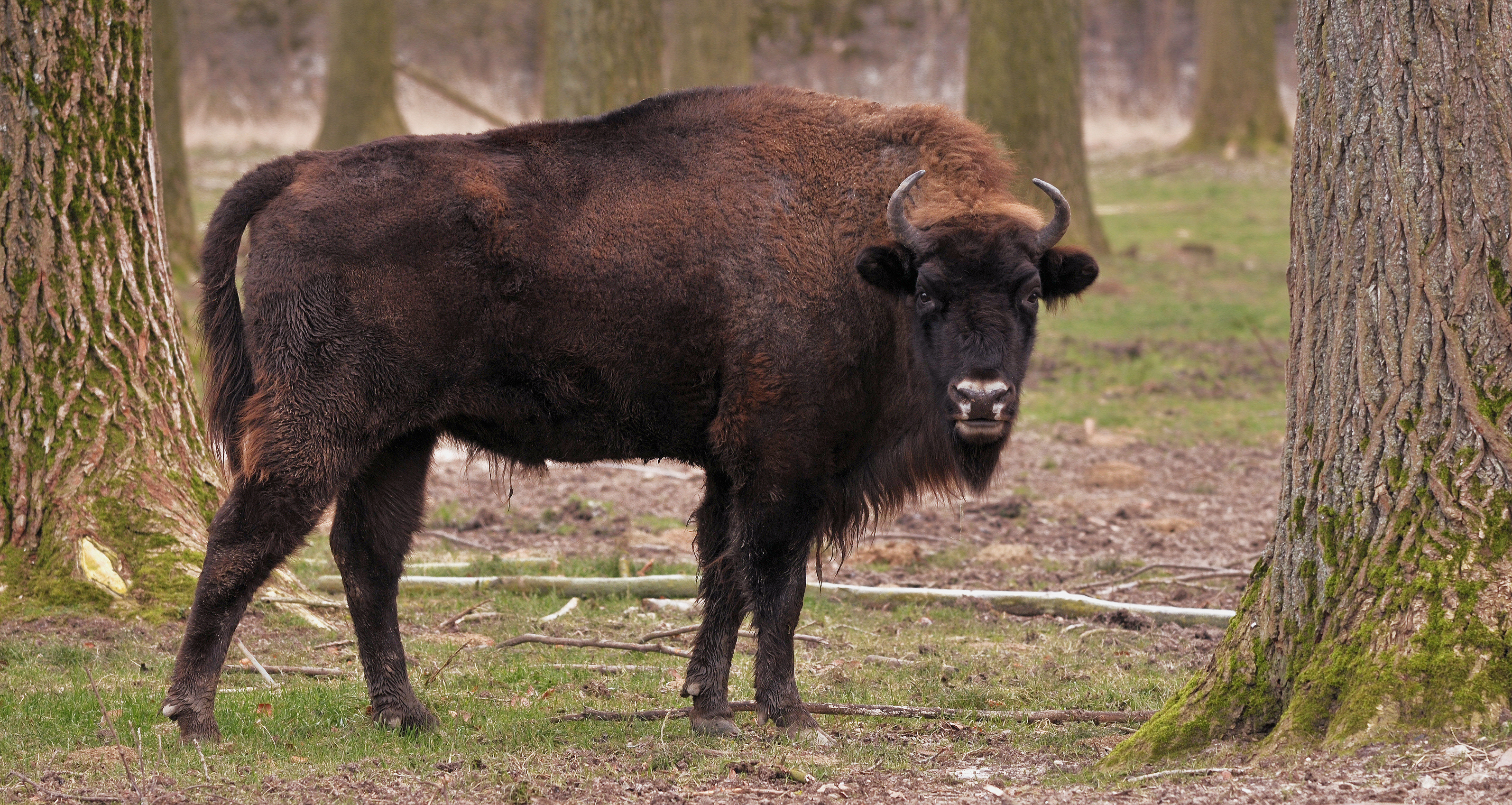
Bison d'Europe (Bison bonasus).
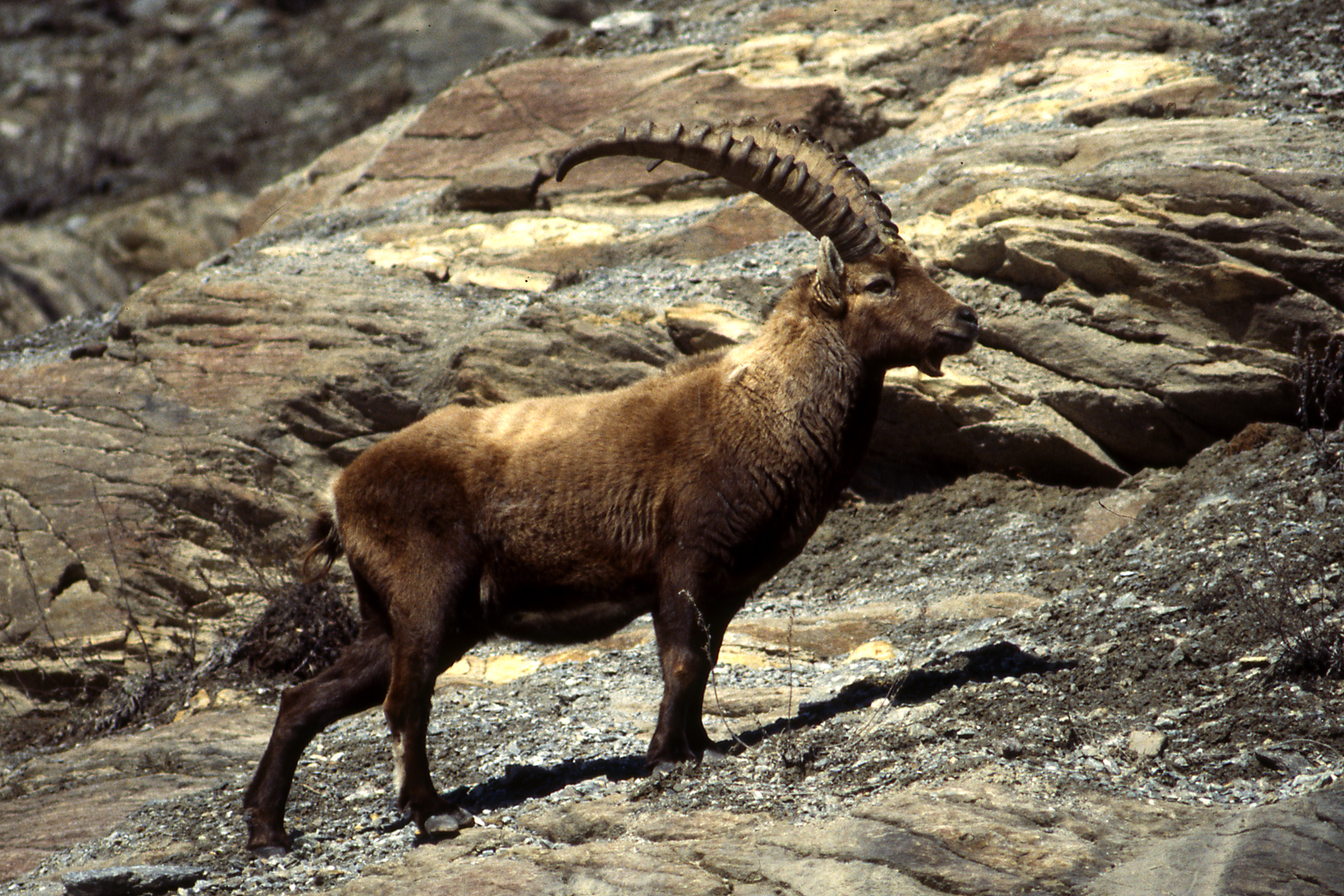
Bouquetin (Capra ibex).
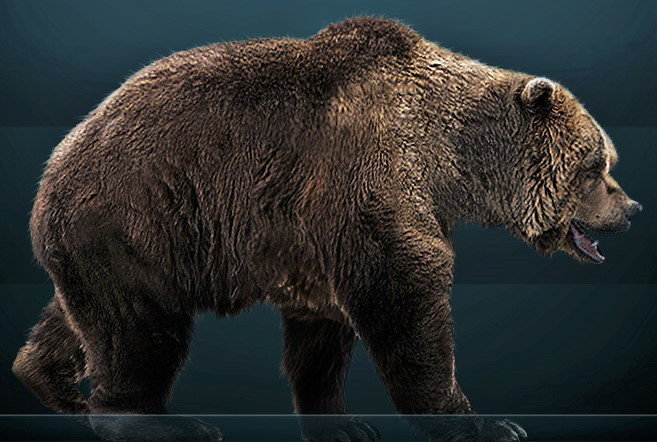
Reconstitution de l'Ours des cavernes (Ursus spelaeus).
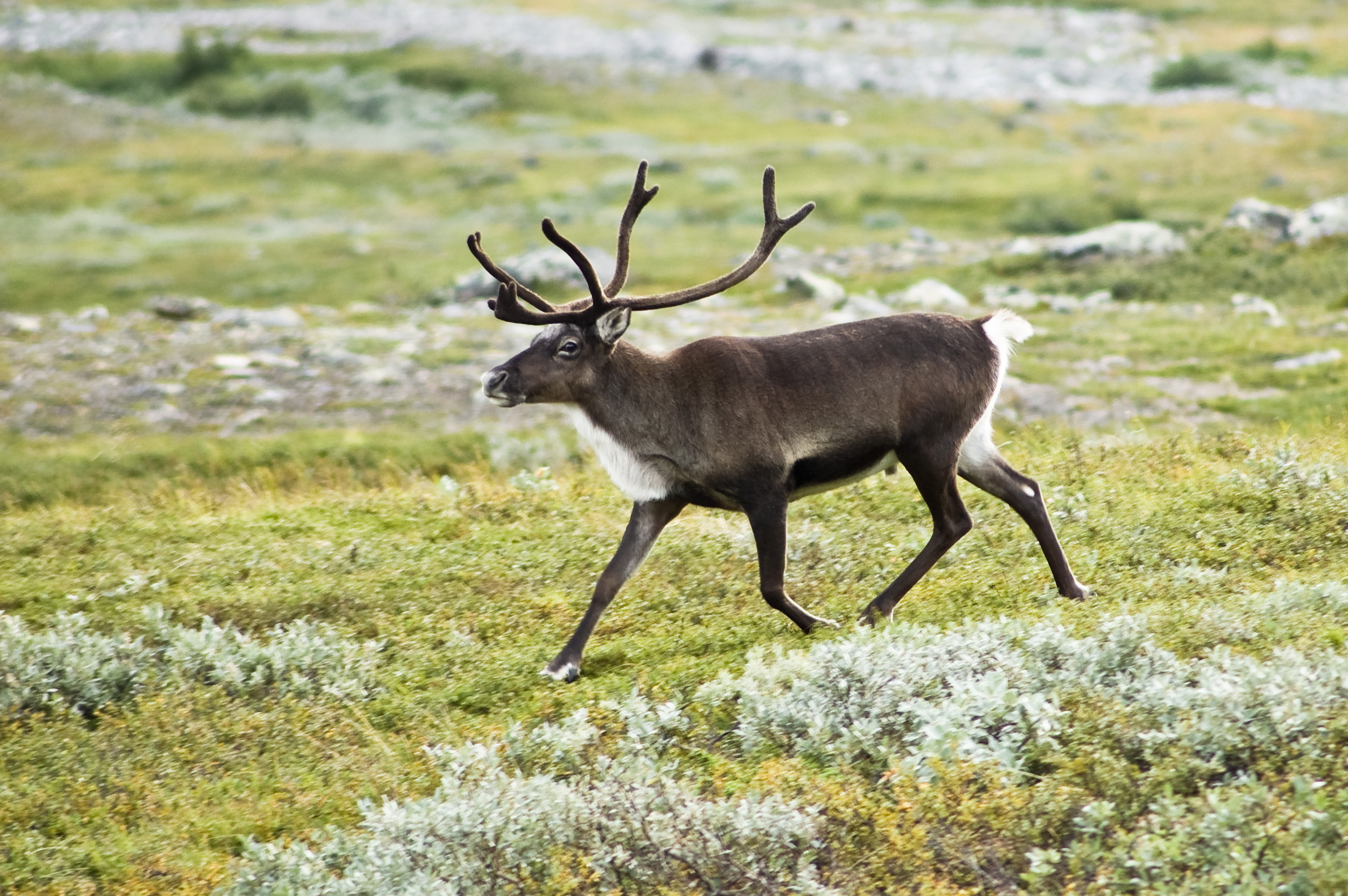
Un renne (Rangifer tarandus).
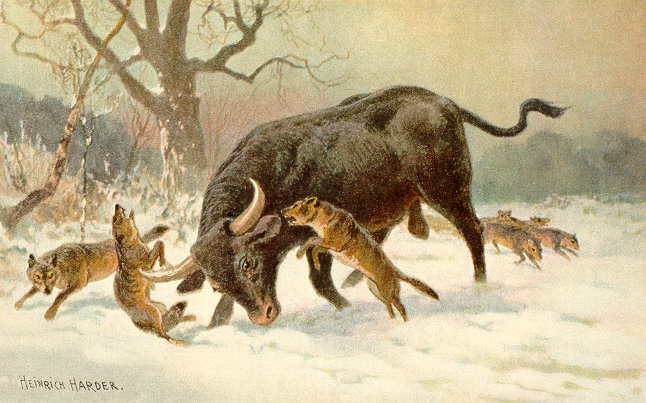
Auroch (Bos primigenius).
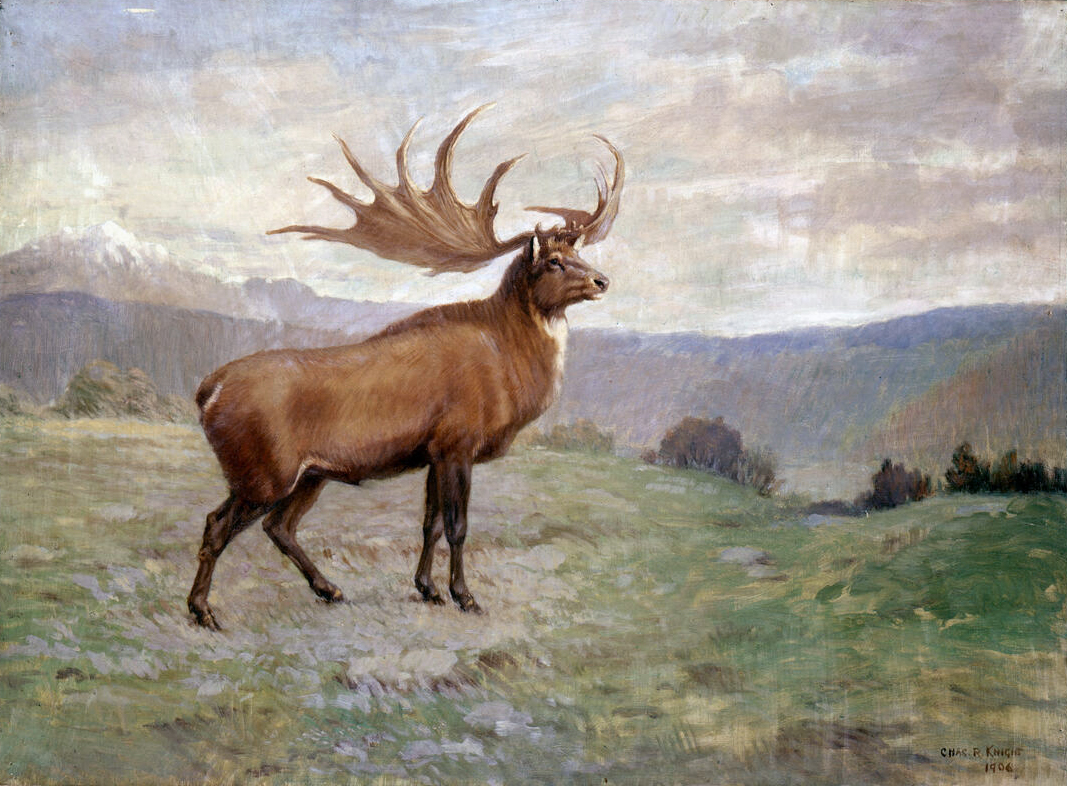
Mégaloceros (Megaloceros giganteus).

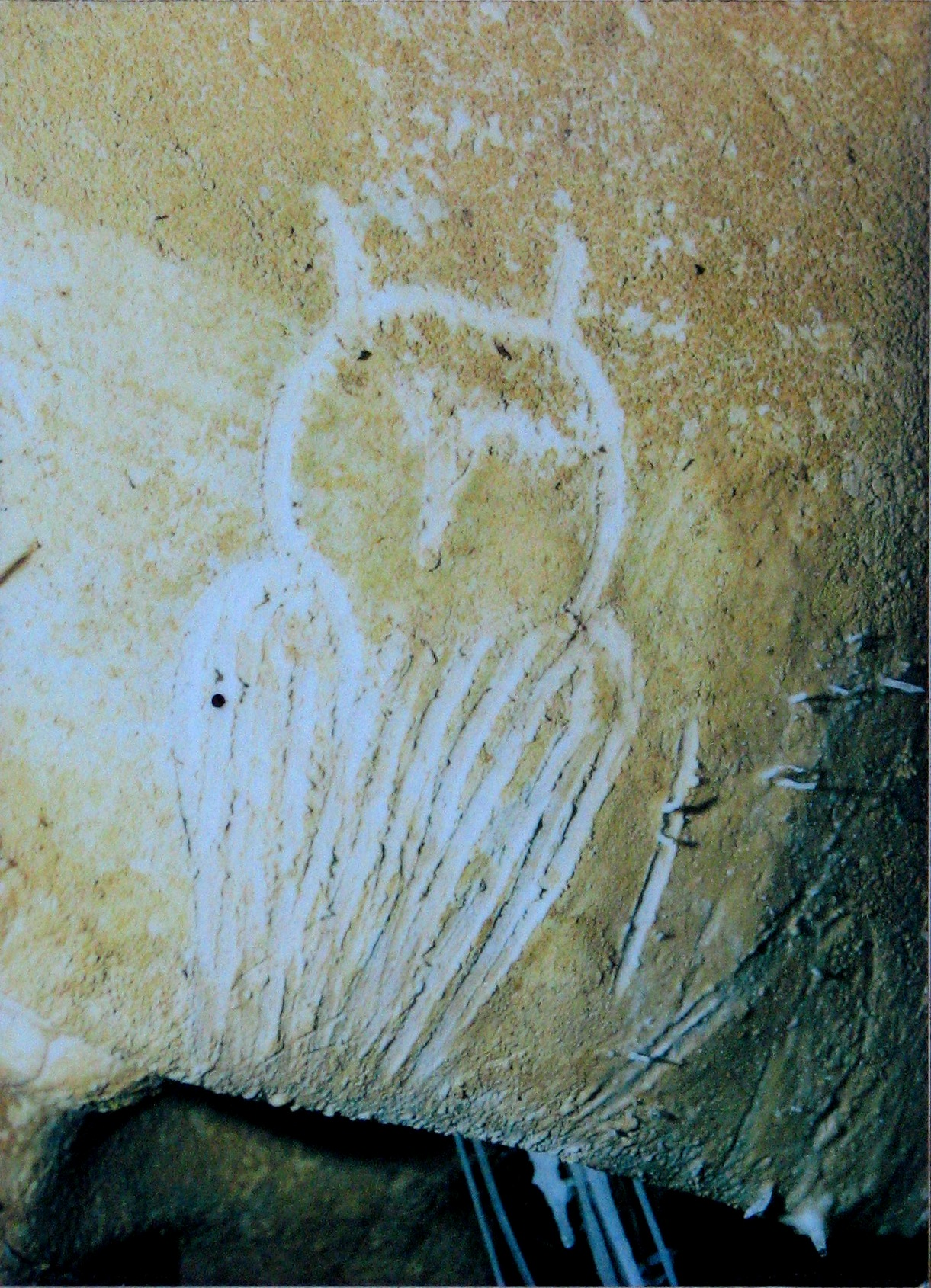
Réplique d'une gravure du hibou moyen-duc (avec sa tête vue de face et son corps vu de dos) au musée anthropologique de Brno.

## Chronologie et datations radiométriques

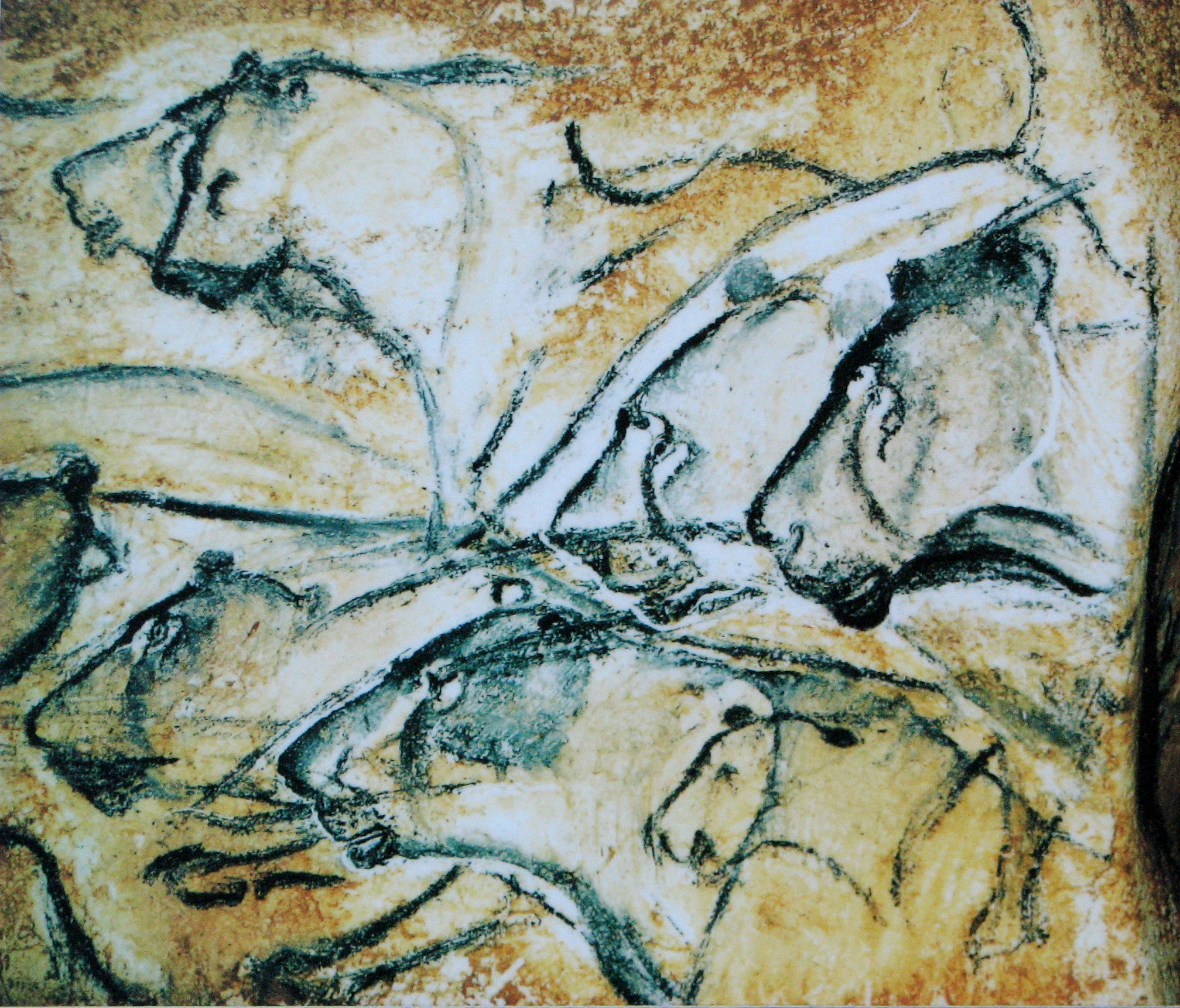
Réplique des peintures de lions de la grotte de Chauvet.

La grotte est d'autant plus remarquable qu'elle a été occupée par les hommes à deux périodes très anciennes, l’Aurignacien et le Gravettien. Selon les scientifiques chargés de l'étude sous la direction du préhistorien Jean Clottes, les œuvres pariétales auraient été réalisées au cours de la première seulement. Pour d'autres auteurs, seuls les dessins réalisés avec des charbons de bois (provenant de pin sylvestre) dateraient de la période la plus ancienne, les dessins faits avec de l'ocre datant du Gravettien.
Les premières datations par le carbone 14 ont créé la surprise par leur ancienneté (31 000 ans). La grotte a depuis bénéficié d'un nombre exceptionnel de datations directes, dont certaines à partir d'échantillons prélevés directement sur les peintures. Des échantillons furent confiés à plusieurs laboratoires. Les dates obtenues sont difficilement contestables et acceptées aujourd'hui par la majorité des préhistoriens. La grotte a connu deux phases de fréquentation, l'une à l'Aurignacien 33 000 à 29 000 ans av. J.-C. en âge non calibré), l'autre au Gravettien (27 000 à 24 500 ans av. J.-C. en âge non calibré). Les variations de la teneur atmosphérique en carbone 14 rendent nécessaire une correction des datations anciennes pour avoir une idée plus juste de l'âge en années calendaires. Cette correction, appelée « calibration », est rendue possible par la reconstitution de l'évolution au cours du temps de la teneur atmosphérique en carbone 14 à partir de différentes sources d'informations (sédiments lacustres ou marins, coraux, spéléothèmes). Au moment de la publication du bilan de l'ensemble des datations par le carbone 14 obtenues pour la grotte, les auteurs indiquaient qu'ils ne disposaient pas d'informations suffisamment fiables pour les calibrer, mais que les âges calendaires correspondant à la première phase d'occupation devaient être compris 33 000 et 38 000 ans avant le présent. Des parallèles stylistiques ont également été établis depuis la découverte avec certaines statuettes découvertes en contexte aurignacien indubitable, telles que l'homme-lion de Hohlenstein-Stadel.
Les datations ont été mises en doute en 2003 puis 2010 par certains archéologues, Christian Züchner, Paul Pettitt et Paul Bahn notamment, qui estimaient ces peintures plus récentes sur la base de critères stylistiques,,,. Des recherches menées sur le style évoquent le cas de quelques gravures peut-être gravettiennes recouvrant certaines peintures noires aurignaciennes et attestant ainsi leur plus grande ancienneté.
Des recherches géomorphologiques publiées en 2012 ont montré que l'entrée naturelle de la cavité par laquelle pénétraient les Hommes de la Préhistoire et les différents animaux a progressivement été obstruée à partir de 29 500 ans jusqu'à sa fermeture définitive aux alentours de 22 000 ans. Ces travaux de datations apportent des éléments de preuves permettant d'éliminer toutes les hypothèses plaçant l'art de la Grotte ornée du Pont-d’Arc durant la période magdalénienne et solutréenne, comme le suggèrent certains auteurs sur la base d'analyses stylistiques de l'art pariétal.
Parallèlement aux datations réalisées dans la grotte Chauvet-Pont-d'Arc elle-même, dès 2008, plusieurs membres de l'équipe scientifique chargée de l'étude de la grotte ont entrepris des recherches à vocation chronologique dans les autres sites ornés des gorges de l'Ardèche sous la direction de Julien Monney (notamment à la grotte aux points d'Aiguèze qui présente des similitudes iconographiques flagrantes avec Chauvet-Pont-d'Arc mais aussi à la grotte des Deux-Ouvertures). Ces recherches, structurées sous le nom de projet "Datation Grottes Ornées" (ou DGO) sont destinées à préciser le contexte de fréquentation des grottes ornées à échelle régionale. Ce faisant, elles se proposent de discuter l'apparente exceptionnalité chronologique et iconographique de la grotte Chauvet-Pont-d'Arc « de l'extérieur » en la resituant au sein d'un ensemble régional n'ayant, jusqu'alors, que peu bénéficié des apports de moyens d'investigation chronologiques modernes. Ces recherches sont encore en cours (2020). Elles ont toutefois d'ores et déjà apporté de nombreux résultats touchant indirectement à la chronologie de la grotte Chauvet-Pont-d'Arc,,,,.
Jean-Marc Elalouf et les membres de son équipe ont montré que les restes d'ursidés présents dans la grotte étaient bien ceux de l'ours des cavernes, représenté dans la galerie du cactus. Céline Bon date la disparition de l'ours à 30 000 ans pour la Grotte Chauvet, par l'étude des coprolithes qui y ont été retrouvés. Dans la salle Morel, des os appartenant à cette espèce d'ours végétarien ont été datés à 19105 av. J.-C.. Dans la salle des mégacéros, d'autres ont été datés à 31140 av. J.-C. Leurs griffades confirmeraient l'ancienneté de certaines œuvres pariétales,. Les panneaux utilisant les techniques les plus perfectionnées ne sont pas couverts de marques d'ours. Le panneau des lionnes n'a pas été griffé par les ours.
Le grand bison de la salle du fond est la seule peinture de cette salle à avoir été datée (30340 av. J.-C.). Il recouvre des dessins plus anciens griffés par les ours. Le risque d'erreurs de datation lié à la superposition de peintures d'époques différentes poussera certainement les équipes de recherche à réaliser d'autres datations pour confirmer l'âge de ces œuvres.

## Implications de la découverte de la grotte

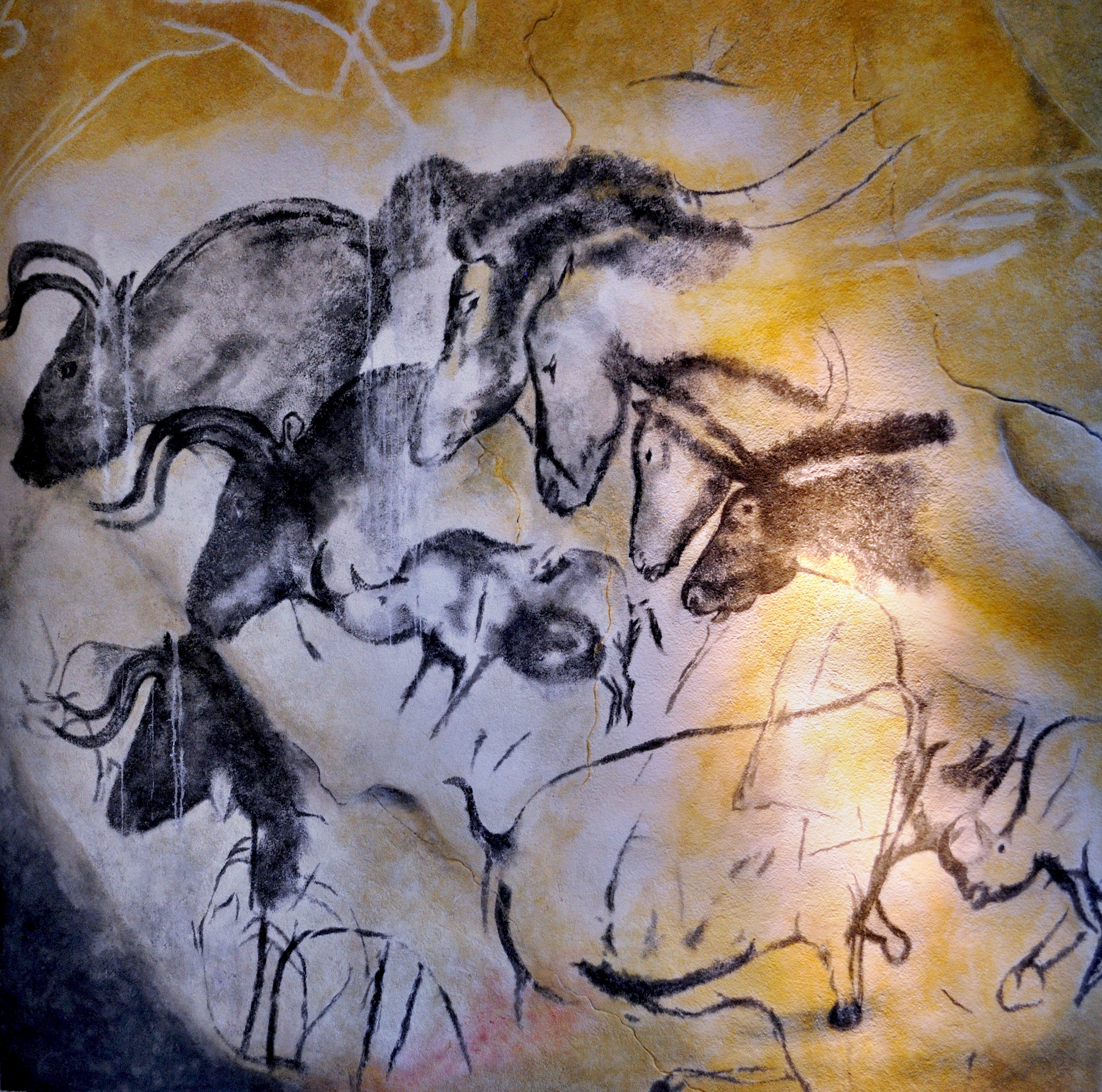
Art préhistorique, Chevaux de la Grotte Chauvet 2 en Ardèche, France.

Les œuvres de la grotte démontrent qu'il existait déjà, au début du Paléolithique supérieur, des artistes capables d'abstraction intellectuelle pour préparer la paroi calcaire et penser le dessin. La grotte est un site majeur dans l'histoire de l'humanité, où l'on voit que les hommes maîtrisaient parfaitement des techniques très complexes comme l'estompe et la perspective capables de donner du volume aux représentations pariétales, mais également d'y figurer un véritable dynamisme. Grâce à la grotte, les historiens et les scientifiques admettent dorénavant que l'art ne doit plus être lu comme un mouvement historique linéaire durant lequel les hommes auraient acquis des connaissances et des techniques de représentations pariétales leur permettant de dessiner des formes de plus en plus complexes.

## Réplique du site
La réalisation de l’espace de restitution de la grotte Chauvet 2 a été pilotée par Pascal Terrasse, député de l’Ardèche et président du conseil général de l’Ardèche. L’opération a été menée par le syndicat mixte chargé de la réalisation. L’inscription au patrimoine mondial de l’UNESCO fut également portée par le syndicat mixte. Le financement de l’opération a été assuré par la région Rhône-Alpes et le conseil départemental de l'Ardèche avec l'appui de l'État et de l'Europe, qui ont commencé de construire en 2012, sur le site du Razal à Vallon-Pont-d'Arc, une réplique de la cavité. Baptisé en janvier 2014 « La Caverne du Pont-d'Arc », puis « Grotte Chauvet 2 », ce site culturel et touristique a été confié en délégation de service public à la société Kleber Rossillon, spécialisée en monuments historiques, et a ouvert ses portes le 25 avril 2015.
Minatec organise en octobre 2015 dans le cadre de la biennale Arts-Sciences et en collaboration avec l'Hexagone de Meylan, le salon Experimenta, visant à faire découvrir au grand public la reconstitution numérique de la grotte Chauvet. Cette reconstitution a nécessité un relevé de seize milliards de points, générant ainsi un clone numérique intégral.